# نیلی ۱۳۸۶۰
سیارک ۱۳۸۶۰ (به انگلیسی: 13860 Neely، نامگذاری:1999XH143) سیزده هزار و هشتصد و شصتمین سیارک کشف شده‌است که در ۱۵ دسامبر ۱۹۹۹ کشف شد.
قدر مطلق سیارک برابر ۱۱٫۵۰ است.